# Gabriel Dumont
Gabriel Dumont, född 6 oktober 1990, är en kanadensisk professionell ishockeyspelare som är kontrakterad till Minnesota Wild i NHL och spelar för deras farmarlag Iowa Wild i AHL.
Han har tidigare spelat på NHL-nivå för Tampa Bay Lightning, Ottawa Senators och Montreal Canadiens och på lägre nivåer för Syracuse Crunch, St. John's IceCaps och Hamilton Bulldogs i AHL samt Drummondville Voltigeurs i QMJHL.

## Klubblagskarriär

### NHL

#### Montreal Canadiens
Han draftades i femte rundan i 2009 års draft av Montreal Canadiens som 139:e spelare totalt.

#### Tampa Bay Lightning (I)
Han skrev på som free agent med Tampa Bay Lightning den 1 juli 2016.

#### Ottawa Senators
I november 2017 blev han placerad på waivers av Lightning, och tagen av Ottawa Senators.

#### Tampa Bay Lightning (II)
Tre månader senare, 20 februari 2018, placerade Senators honom på waivers och han blev på nytt tagen av Tampa Bay Lightning dagen efter.

#### Minnesota Wild
Den 1 juli 2019 skrev han som free agent på ett tvåårskontrakt värt 1,4 miljoner dollar med Minnesota Wild.